# Bécsújhely
Bécsújhely, régi magyar nevén: Német-Újhely, németül: Wiener Neustadt vagy csak Neustadt, horvátul: Bečko Novo Mjesto, város Alsó-Ausztriában. Ma egyike Alsó-Ausztria legnagyobb városainak. Fontos közúti és vasúti csomópont. Jelentős ipari- és kereskedelmi központ.

## Fekvése
A Fischa-patak mellett sík vidéken települt a város, egyben a tőle nyugatra lévő Alpok kapuja. A fejlődésében a Semmering-hágóhoz vezető utak mindig is fontos szerepet játszottak. A település a stratégiai szerepet töltötte be Bécs, Graz, Sopron felé vezető irányok találkozásánál. 1854-ben a semmeringi vasút megnyitásával vasúti csomópontja lett a Trieszt és Szlovénia felé menő pályáknak. A Déli Vasút fejlesztéseinek eredményeként és a Bécsújhely–Sopron-vasútvonal megnyitásával Magyarország felé is jelentős forgalmat bonyolított le. A vasútvonalak mindmáig megőrizték szerepüket. Vasútállomás a belváros mellett fekszik.
Az osztrák autópálya hálózat kiépítése során ismét több útvonal találkozópontja lett itt. Az A2-es autópálya Bécs és Graz, valamint Klagenfurt felé biztosít eljutást. Az S6-os autóút révén az Alpok belső területeit, Stájerországot, Karintiát köti össze Semmering-hágón át a Bécsi-medencével. A város keleti felén érkezik Burgenland és Sopron felől az S4-es autóút és csatlakozik - a város délről megkerülve - az A2-es autópályához. Az autópályák mellett a B21-es, B26-os, B54-es, B59-es főutak találkoznak itt. A B21-es főút Gutensteinen át Mariazellbe vezet, festői hegyi tájakon át. A B21-ről Rohr am Gebirgénél leágazik a B27-es főút (Höllentaler Straße) amely a Schneeberg és a Rax által közrefogott vadregényes „Pokol-völgyben” (Höllental) vezet ki Gloggnitzba, a B17-es Semmering-útra. A B26-os főút (Puchberger Straße) is nyugatnak visz, a Schneeberg felé. A hegy alatt, Puchbergnél délnek kanyarodik, és Ternitzen át Neunkirchen városába érkezik, itt becsatlakozik a B17-es és S6 főutakba. A bécsújhelyi belvárost körút (németül Ring) védi a jelentős átmenő forgalomtól. A külvárosokban fejlett közlekedését az elkerülő autópálya és főutak biztosítják.
A város határában két repülőtér található. A várostól nyugatra fekszik az 1909-ben alapított katonai repülőtér. Harcirepülőgép-gyár és repülőmotorgyár is működött itt. 1920-ban, a saint-germaini békeszerződés értelmében az antant utasítására mindent el kellett pusztítani, csak 1929-ben indult újra a pilótaképzés, majd 1936-tól a vadászrepülőgép-gyártás is. 1944–45-ben a brit–amerikai légierő több hullámban erős szőnyegbombázásokat hajtott végre, ezek következtében a repülőtér, a környező üzemek és a város vasúti pályaudvara is elpusztult, a város lakónegyedei is súlyos károkat szenvedtek. Ma katonai és sportcélokat szolgál. Stratégia fekvése miatt a bécsújhelyi repülőtér az Osztrák Szövetségi Haderő (Bundesheer) és légierő kiképző bázisainak egyik központja. Évente megrendezik itt a bécsújhelyi repülőnapokat. A várostól északkeletre fekszik a polgári repülőtér. Sportpilóták oktatására használják, területén egykor szabadtéri koncerteket rendeztek, ahol olyan együttesek léptek fel, mint a U2, vagy a Guns N’ Roses. Itt van a Christophorus helikopteres mentőszolgálat támaszpontja is.

## Nevezetességei
Legjelentősebb épülete a prépostsági főplébánia-templom (közkeletű nevén a Dóm), kettős tornyával. (Bécsújhely korábban püspöki székhely volt, székesegyházzal, ma már csak címzetes püspökség). Román stílusú főhajója a 13., kórusa és (gótikus) kereszthajója a 14. századból való. Érdekes faragványok (Szent Sebestyén a 16. századból) és síremlékek (Khlesl bíbornoké, meghalt 1630-ban) láthatóak benne. Kívül a torony déli oldalán Zrínyi Péter és Frangepán Ferenc Kristóf sírköve van befalazva, akiket a városfalon kívül fejeztek le 1671-ben.
A város délkeleti szögletében áll a Babenberg hercegi kastély a 12. századból (a 15. és 18. században átalakították). Gótikus stílusú kápolnájában három pompásan festett ablak, főoltárán pedig egy Szent Györgyöt ábrázoló szép ércszobor van (a 15. századból). A kastély udvarában III. Frigyes címertáblája és szobra (1453-ból), végül tágas kertjében Mária Terézia szobra látható. A főbejárattal szemben nyílik a Szent György-kápolna, III. Frigyes fiának, I. Miksa német-római császárnak nyughelye. A kastély 1752 óta a Mária Terézia Katonai Akadémiának ad otthont (Theresianische Militärakademie, mai elterjedt rövidítése „MilAk”).
1910-ben Bécsújhelyen létesült az Osztrák–Magyar Monarchia első pilótaiskolája. Itt szerezte pilótaképesítését Steinschneider Lilly és Petróczy István a korai magyar repülés két úttörője. A repülőiskolának az repülőmúzeum állít emléket.
A város keleti részén van a Neuklosterkirche, Portugáliai Eleonóra német-római császárné síremlékével, továbbá a városháza, kis régiséggyűjteménnyel, amelyben többek közt egy 0,82 m magas, zománcdíszítésű, aranyozott ezüstserleg, az úgynevezett Korvin-serleg (Corvinusbecher) látható, melyet állítólag Mátyás király adott a városnak a Frigyes császárral történt békekötés alkalmával.

## Története

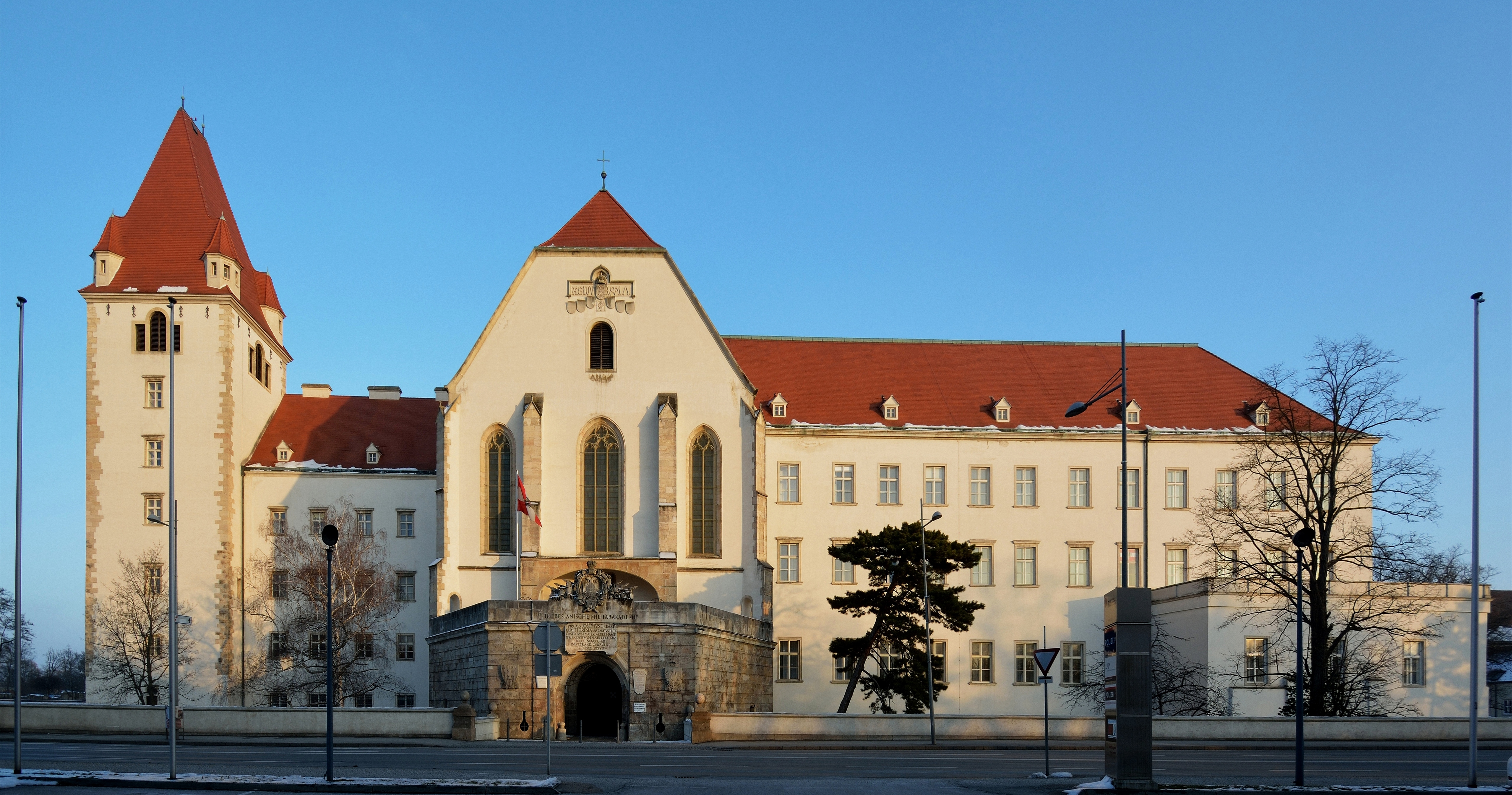
A Mária Terézia Katonai Akadémia a bécsújhelyi várban

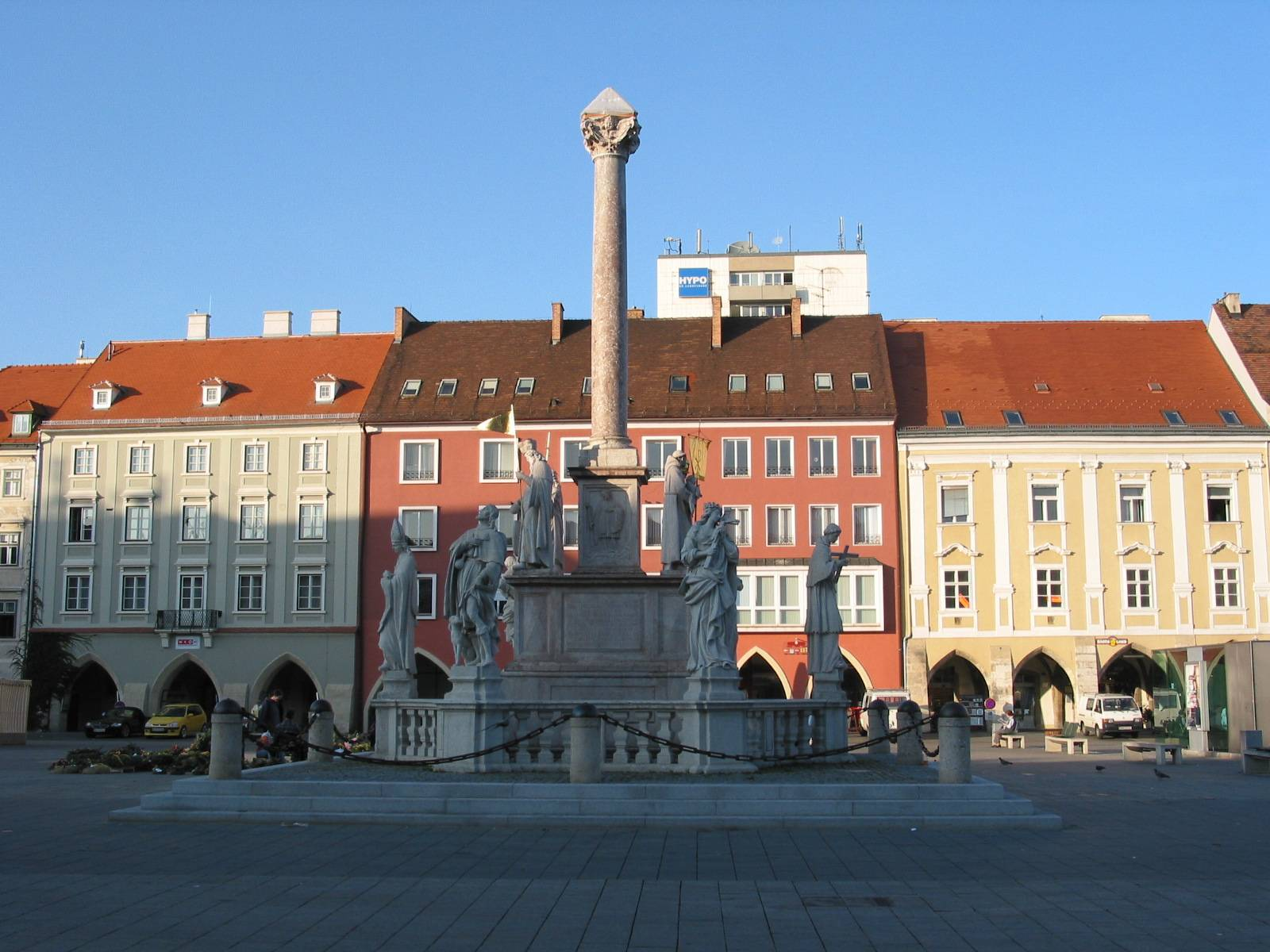
Bécsújhely főtere, Szentháromság-szobor

A várost és várát V. Babenberg Lipót alapította 1194-ben Bécs védelmére, a megsarcolt Oroszlánszívű Richard pénzéből. A település már 1210-ben városi rangra emelkedett. Kolostorait a 13. században létesítették.
A város virágkorát 1439-1493 között, III. Frigyes uralkodása idején élte, amikor sokáig a császár rezidenciája volt, aki 1459-ben Bécsben magyar királlyá koronáztatta magát, Wiener Neustadt így 1469-ben püspökség is lett.
Tizennyolc évvel később, 1487-ben Hunyadi Mátyás király foglalta el és meg is tartotta két éven át a várost.
A Bécs ellen felvonuló törökök 1529-ben, majd 1683-ban próbálták bevenni erős várát, sikertelenül.
E határszéli város több ízben is szerepelt történelmünkben:
- Mátyás király 1487. január 13-án érkezett Bécsből a várost ostromló táborba, és augusztus 17-én egyezség útján el is foglalta. A legenda szerint Mátyás király ez alkalommal ajándékozta Bécs-Ujhely polgárainak az úgynevezett Korvin-kelyhet (Corvinusbecher), melyet császári és magyar királyi jelvényekkel díszítve, még III. Frigyes német-római császár készíttetett a Mátyással kötött béke emlékére 1463-ban. Ezt az aranyozott ezüstserleget sokáig a A városi elöljáróságon őrizték, 2009 óta a Városi Múzeumban tekinthető meg. Képe legutóbb Fraknói: Mátyás király című művében jelent meg (Magyar Történelmi Életrajzok. 1890. VI. köt.). Szakszerű leírását dr. Mayer J. adta az Archaeologiai Értesítő 1891. évf. 26. lapján. Ugyanott őrzik e korból Mátyás király arcképét, valamint azt a nyerget és teljes lószerszámot, melyet szintén Mátyás ajándékozott a városnak. A Corvin-kehely(wd) dokumentumokkal igazolhatóan 1741 óta van a város birtokában. A kutatók egyetértenek abban, hogy a kehely a 15. század végén készült osztrák ötvösmunka, de a két uralkodóhoz fűzött kapcsolata nem bizonyított.[2]
- 1523-ban Bécsújhelyen jelentős uralkodói találkozó zajlott. II. Lajos és I. Ferdinánd találkozott, a lengyel király nevében pedig Krzysztof Szydłowiecki lengyel kancellár tárgyalt. II. Lajos felesége Mária és I. Ferdinánd neje Anna is részt vesz a találkozón. A legfőbb kérdések: a török elleni (közös) védekezés, a királynői jövedelmek, adók kivetése a török elleni védekezés segítésére.[3]
- Bécsújhely  1671-ben is komoly szerepet  játszott a magyar történelemben. Április 30-án az itteni fegyvertárban fejezték le Zrínyi Pétert és Frangepán Ferencet. A szomorú tény helyét máig mutatja egy gondosan megújított felirat a régi fegyvertári épületen, a mai Lederergasse és Bräuhausgasse sarkán. A főtemplom (dóm) falán a torony alatt az eredeti sírkő látható az alábbi latin szöveggel: „Hoc in tumulo jacent Comes Petrus Zrinyius Banus Croatiae, et Marchio Franciscus Frangepan, ultimus familiae. Qui quia coecus coecum duxit, ambo in foveam occidere”. Ez után egy palloson nyugvó két halálfej van kivésve, mely alatt e sorok: „Discite mortales, casu discite nostro observare fidem Regibus atque Diis. Anno Domini MDCLXXI. Die XXX. aprilis, hora IX”. A kőtáblák felirata német és horvát nyelven is olvasható.
- 1701-ben II. Rákóczi Ferencet Eperjesen elfogva ide hurcolták ugyanabba a börtönbe, melyből 30 évvel azelőtt nagyapja, Zrínyi Péter a vérpadra került. Rákóczi a börtönből Gottfried Lehmann császári kapitány segítségével november 7-én megszökött, Lengyelországba menekült, ahonnan másfél év múlva egy hadcsapat élén vonult be hazájába. Segítőjét, Lehmann kapitányt halálra ítélték és kivégezték, testét felnégyelték.

Az 1834-es tűzvész után, amely csak 14 házat kímélt meg, egészen újjá kellett építeni. 1890-ben 24 000 lakosa volt.
A második világháborúban – repülőgépmotor-gyára és katonailag fontos ipari létesítményei miatt – igen jelentős pusztítások érték a szövetségesek bombázásai során, így többek között 1944. május 24-én is. A háború után a teljesen lerombolt várost szinte poraiból építették újjá.

## Galéria

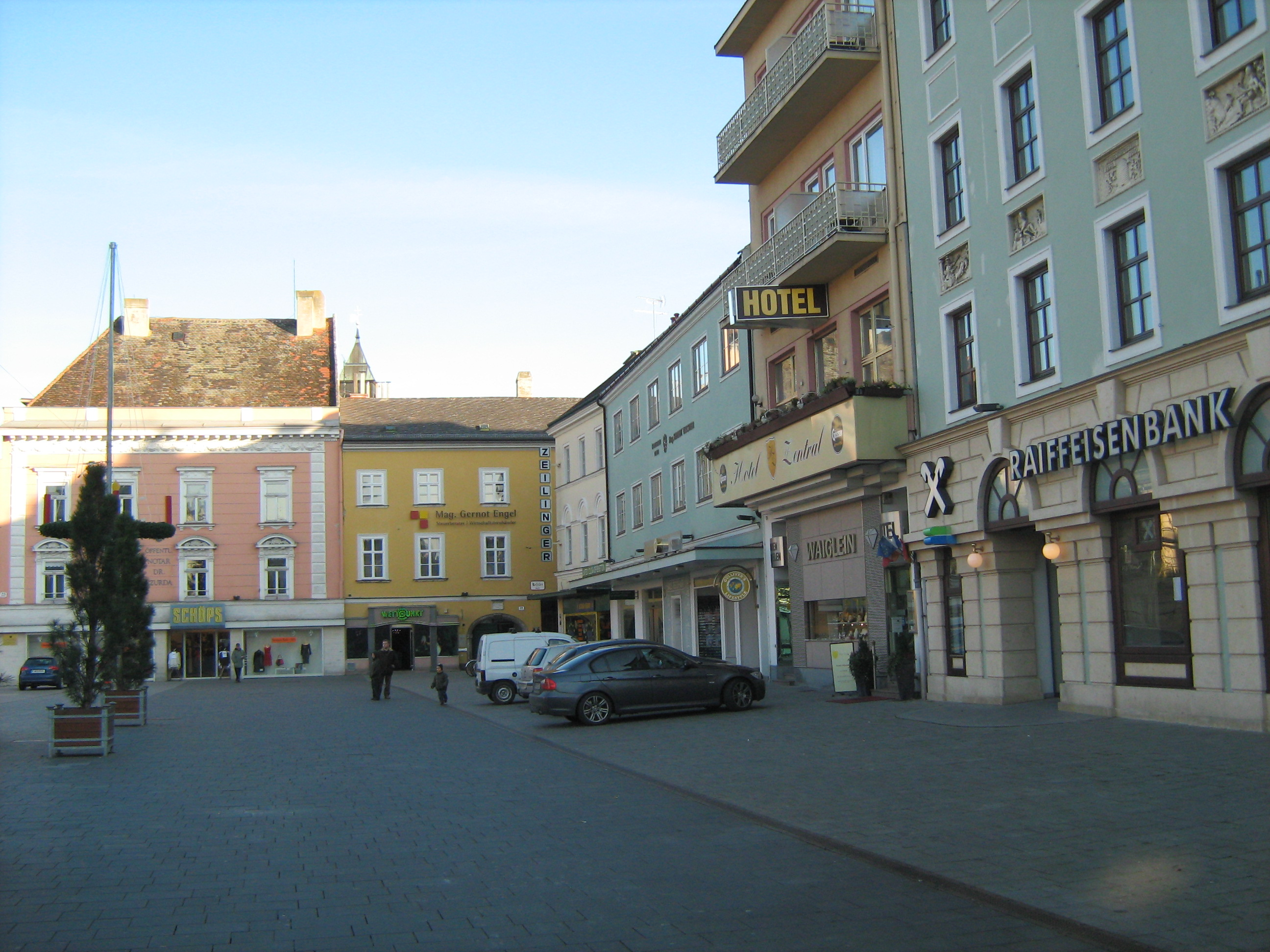
A Fő tér délkeleti sarka, Hotel Wollner
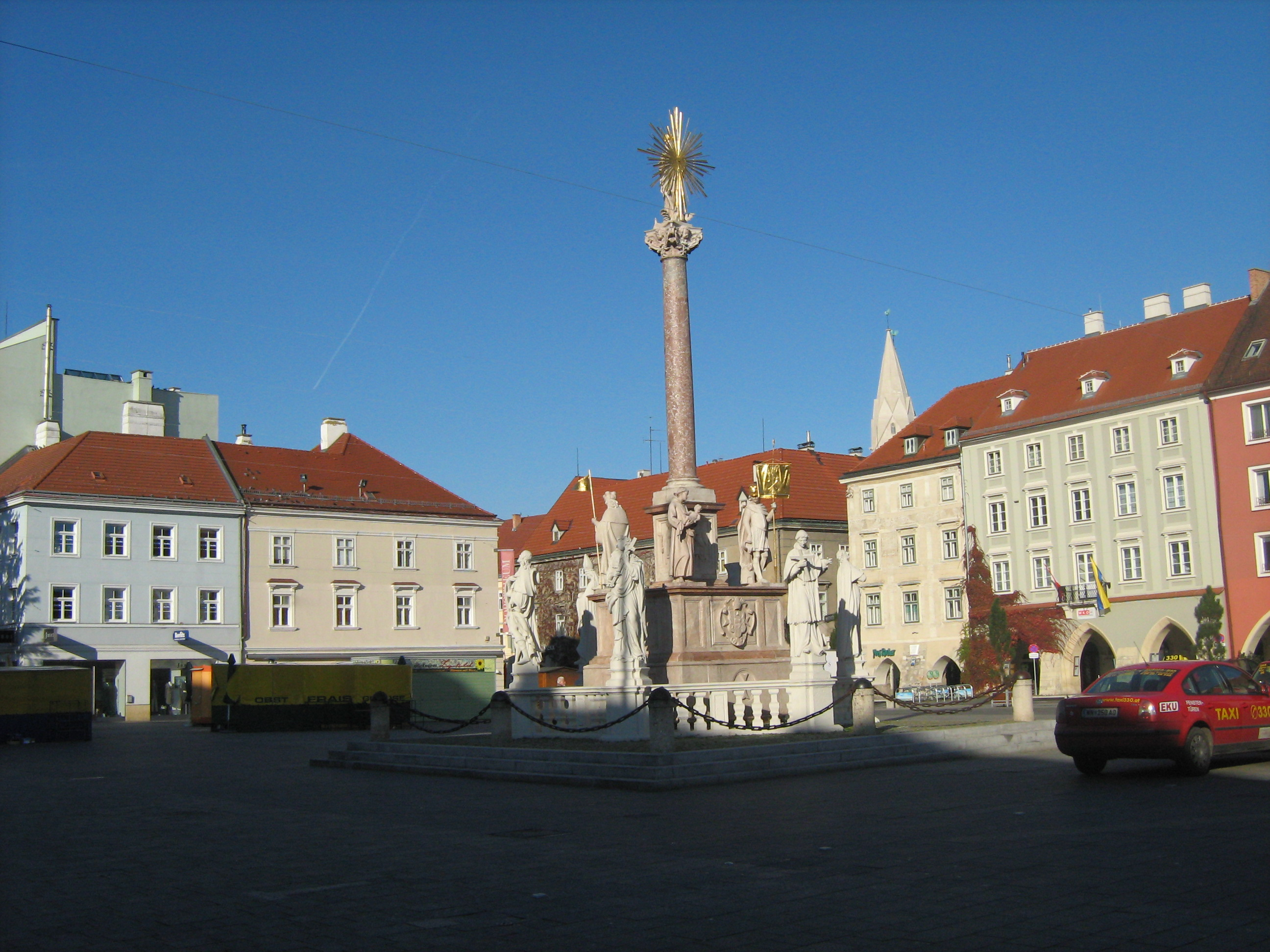
A Fő tér (Hauptplatz)
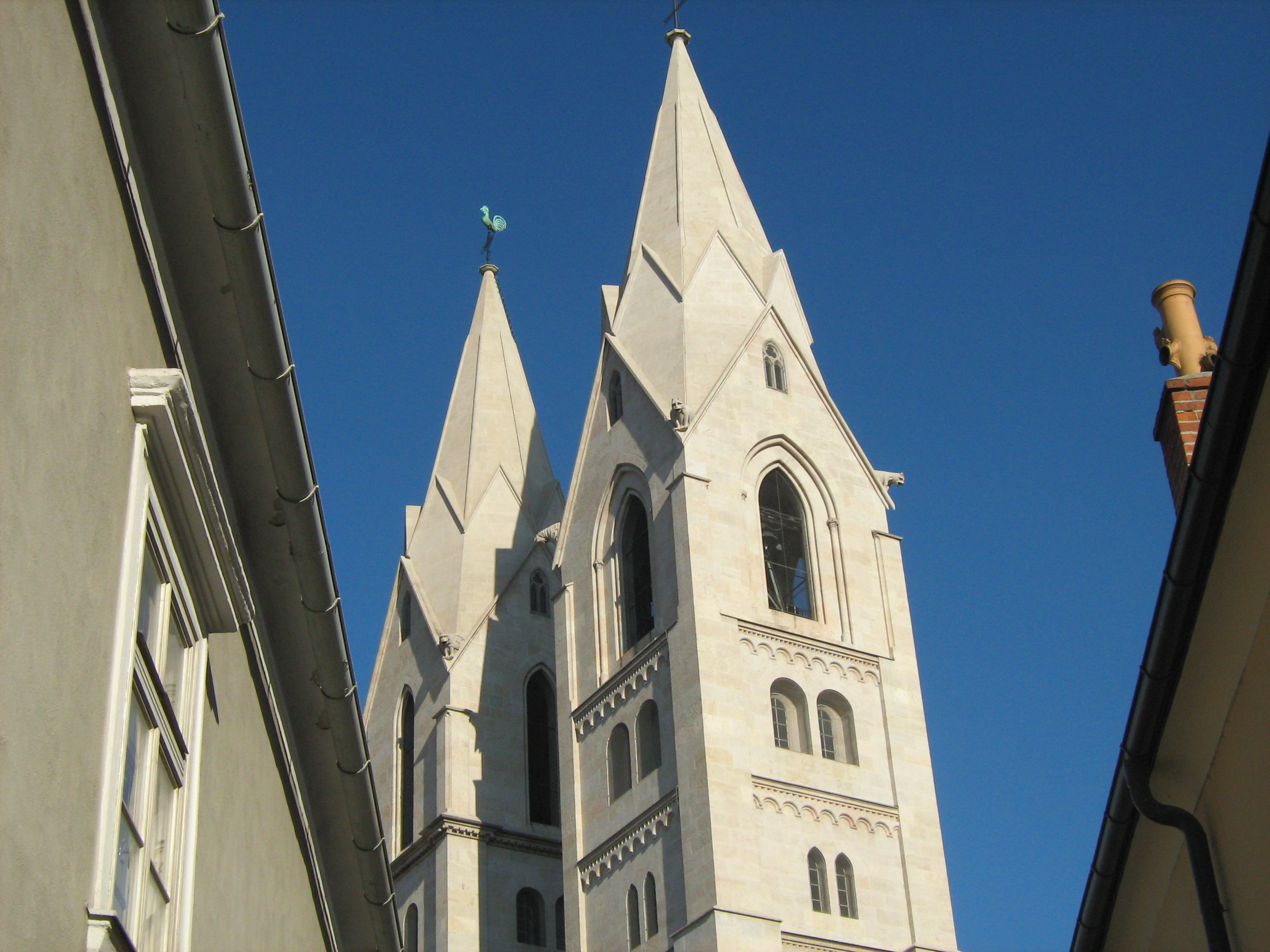
A dóm tornyai
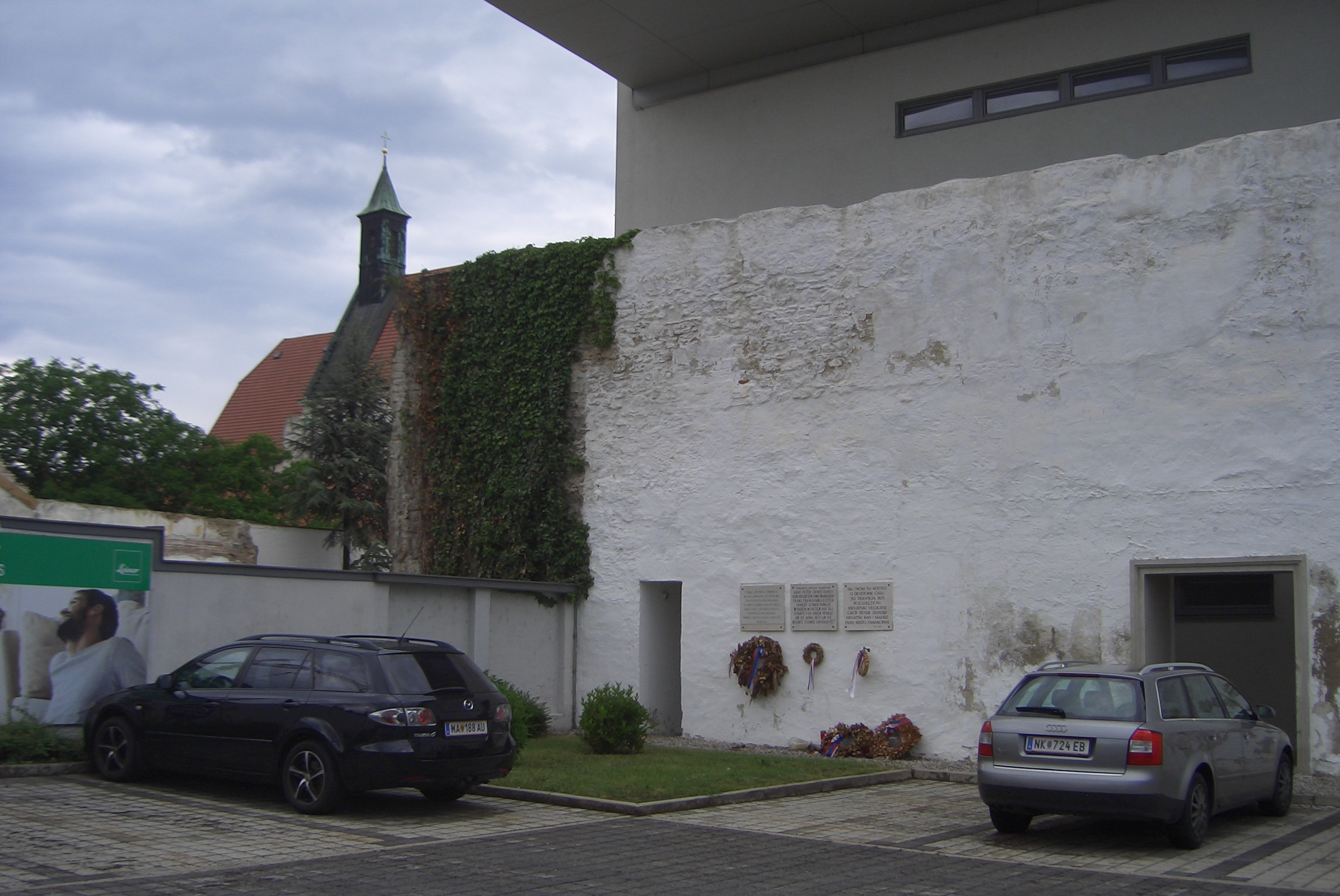
Emléktábla Zrínyi és Frangepán vesztőhelyén (Lederergasse)
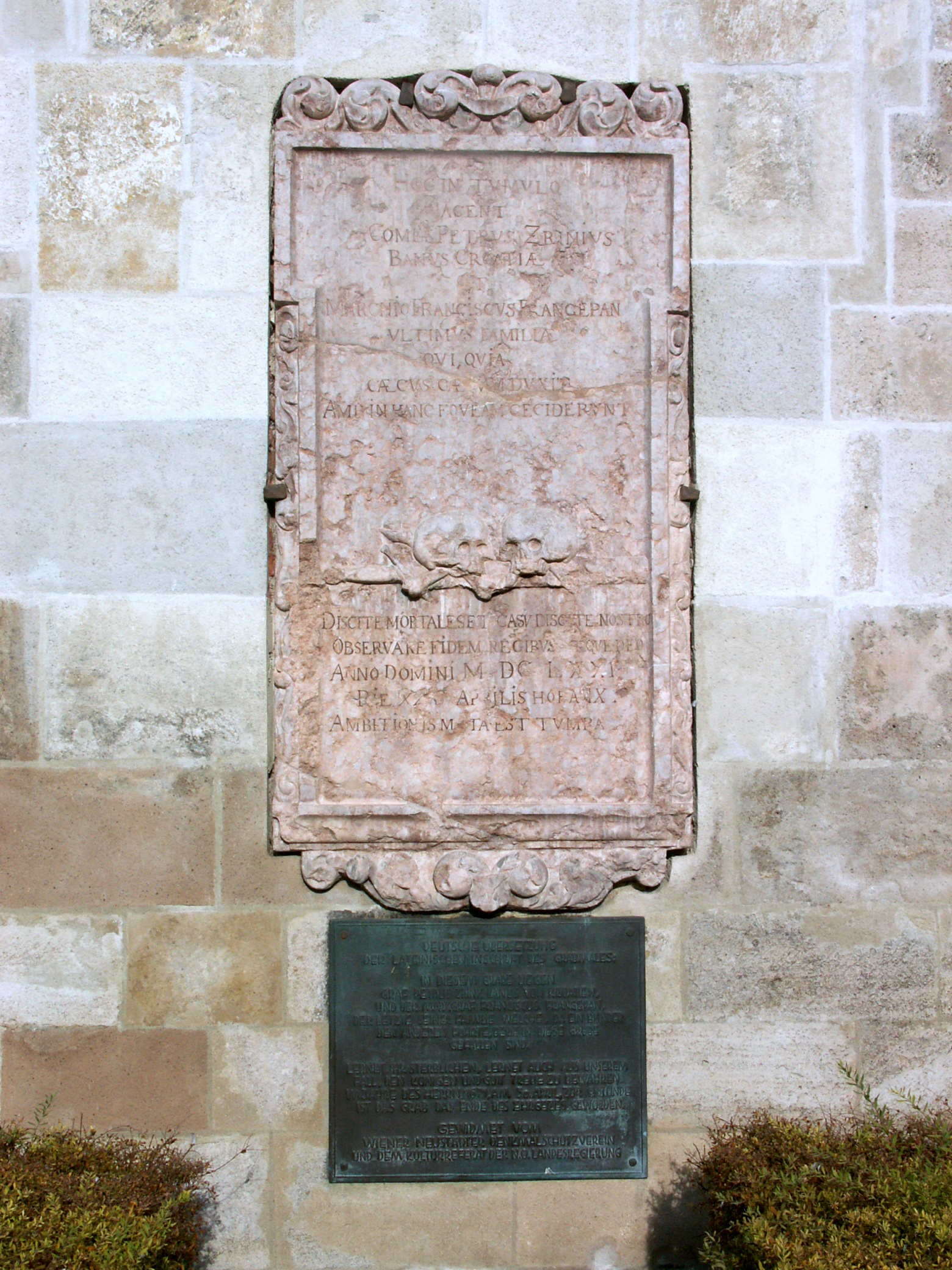
Zrínyi és Frangepán emléktábla a Dóm falán